# Ališer Usmanov
Ališer Burchanovič Usmanov, rusky Алише́р Бурха́нович Усма́нов, (* 9. září 1953 Čust, Uzbekistán) je ruský podnikatel uzbeckého původu. V roce 2024 Bloomberg odhadoval jeho majetek na 14,4 miliardy amerických dolarů. Majetek získal v oblasti metalurgie a těžby, je majoritním spoluvlastníkem koncernu Metalloinvest. Dále vlastní nebo spoluvlastní například druhého největšího mobilního operátora Ruska MegaFon nebo vydavatelství Kommersant. 
Usmanov bývá označován za „oblíbeného oligarchu“ ruského prezidenta Vladimira Putina.
V srpnu 2023 zemský soud v Hamburku v rámci sporu Usmanova s rakouským deníkem Kurier zakázal označovat podnikatele za „Putinova oblíbeného oligarchu“.
Je prezidentem Mezinárodní šermířské federace. V letech 2008, 2012, 2016 a 2021 byl zvolen do čela Mezinárodní šermířské federace (FIE). V roce 2022 pozastavil své pravomoci kvůli sankcím, které na něj uvalily EU a USA. Dne 30. listopadu 2024 byl na kongresu v Taškentu opět zvolen do čela FIE. Jeho kandidaturu podpořilo 120 ze 146 účastníků kongresu.

## Život
Usmanov se narodil v Chustu v Uzbekistánu. Jeho otec byl prokurátor a matka učitelka. Usmanov studoval šerm a chtěl se stát diplomatem. Odešel studovat do Moskvy na Moskevský státní institut mezinárodních vztahů, který absolvoval v roce 1976. Poté se vrátil k práci v Taškentu.
V roce 1980 byl odsouzen za zpronevěru a rozkrádání majetku v socialistickém vlastnictví, ve vězení strávil šest let. Sám Usmanov, jehož otec byl v té době taškentským prokurátorem,  tvrdil, že šlo o provokaci proti vysoce postaveným rodičům odsouzených. V roce 2012 se jím najatá PR firma snažila tuto informaci odstranit z Usmanovova životopisu na anglické Wikipedii. V roce 2000 uzbecký nejvyšší soud rozsudek zpětně zrušil coby zmanipulovaný. 
Ještě před rozpadem Sovětského svazu se Usmanov stal dolarovým milionářem, a to díky své firmě Agroplast, která vyráběla igelitové tašky. V SSSR šlo o nedostatkové zboží a znak luxusu.
Usmanov a jeho partneři založili USM Holding v roce 2012. USM Holding vlastní podíl v ocelářském gigantu Metalloinvest, který zahrnuje Lebedinský těžební a úpravárenský závod a Michajlovský těžební a úpravárenský závod. USM vlastní většinový podíl v telefonním operátorovi MegaFon. 
Od roku 2006 Usmanov je majitelem deníku Kommersant. Existuje názor, že noviny přestaly být kritický vůči ruskému vedení. Podle jiných odhadů je to jedno z mála zbývajících nezávislých médií v Rusku, které nadále objektivně píše o ozbrojeném konfliktu na území Ukrajiny. Navzdory uvalení sankcí americkým ministerstvem financí na Ališera Usmanova vydal OFAC generální licenci č. 64, která povoluje veškeré transakce listu Kommersant.
Usmanov se stal jedním z prvních zahraničních investorů do Facebooku či čínského Xiaomi. Do Facebooku zainvestoval přes 900 milionů dolarů (více než 20 miliard korun) v roce 2009, kdy měl jeho zakladatel Mark Zuckerberg problémy s financemi v důsledku finanční krize. V roce 2014 Usmanov svůj podíl prodal a vydělal tak stovky milionů dolarů. Usmanov také investoval do společnosti Apple a mnoha dalších světových technologických jednorožců: Alibaba, JD.com, Twitter, Spotify. Jedenáct let (2007 až 2018) vlastnil minoritní podíl v londýnském klubu Arsenal FC.
Dle žebříčku Sunday Times Giving List se v letech 2002-2021 Usmanov stal nejštědřejším filantropem ve Spojeném království. Jeho celkové výdaje na charitu v různých zemích světa za 20 let dosáhly 4,2 mld. liber.
V roce 2023 Usmanov odstoupil z představenstva Ruského svazu průmyslníků a podnikatelů.

### Sankce
Evropská unie Usmanova 28. února 2022 v návaznosti na ruskou invazi na Ukrajinu zařadila na seznam osob, které nesmí na její území vstoupit a jejichž aktiva jsou zmrazena. Následujícího dne odstoupil z funkce prezidenta Mezinárodní šermířské federace a 2. března byla v Hamburku zabavena jeho 156 metrů dlouhá jachta Dilbar.
4. listopadu 2024 soud ve Frankfurtu nad Mohanem zastavil trestní řízení Usmanova poté, co podnikatel zaplatil pokutu ve výši čtyř milionů eur (přibližně 101 milionů korun), kterou rozdělil mezi charitativní organizace a stát.
Sankce na něj uvalila i Velká Británie, kde vlastní majetek v hodnotě 210 milionů liber (6,3 miliardy korun). Majetek mu byl zmrazen, do země má zakázaný vstup. Vlastní zde mj. 120hektarové panství Sutton Place s tudorovským zámečkem z 16. století nebo zámeček Beechwood House v severním Londýně.
Usmanovovi zástupci uvedli, že miliardář převedl majetek do neodvolatelného svěřenského fondu dávno před uvalením sankcí, "nemůže jej spravovat ani se podílet na jeho prodeji, může je využívat pouze na základě pronájmu" a že "... odstoupil od beneficientů svěřenských fondů tím, že svá práva beneficienta daroval své rodině".

## Vyznamenání

### Ruská vyznamenání
- Řád Za zásluhy o vlast III. třídy – 2018[18]
- Řád Za zásluhy o vlast IV. třídy – 6. července 2013 – udělil Vladimir Putin za skvělé služby státu, aktivní sociální a charitativní činnost[19][20]
- Řád Alexandra Něvského – 2014 – za aktivní sociální a charitativní činnost
- Řád cti – 17. března 2004 – udělil prezident Vladimir Putin za pracovní úspěchy a mnoho let svědomité práce[21]
- Odznak Za charitu – 11. června 2016 – za velký přínos pro charitativní a sociální aktivity[22]
- Čestné osvědčení Prezidenta Ruské federace – 8. září 2008 – za službu v oblasti rozvoje domácího průmyslu a podnikání[23]
- Vděčnost Prezidenta Ruské federace – 24. prosince 2009 – za aktivní účast na přípravě a konání prvního všeruského fóra Rusko, sportovní velmoc[24]
- Vděčnost Vlády Ruské federace – 15. září 2008 – za aktivní účast na sociálně-ekonomickém rozvoji Kurské oblasti[25]
- Odznak Ministerstva zahraničních věcí Ruska Za přínos k mezinárodní spolupráci – 2013[26]
- Řád přátelství – Tatarstán, 2018 – za plodnou spolupráci s Tatarstánem, aktivní sociální a charitativní činnost[27]

### Zahraniční vyznamenání
- Řád přátelství I. třídy – Kazachstán, 2018 – za zásluhy o státní a veřejné aktivity, významný přínos pro kulturní rozvoj země, posílení přátelství a spolupráce mezi národy
- Řád „Úcta k zemi“ – Uzbekistán, 29. srpna 2018 – za obrovský přínos k posílení hospodářských, sociálních, kulturních a humanitárních vazeb mezi Uzbekistánem a Ruskem, za účinné provádění velkých investičních projektů v zemi, za aktivní účast na budování jedinečných duchovních a vzdělávacích komplexů v Uzbekistánu
- komtur Řádu zásluh o Italskou republiku – Itálie, 10. října 2016 – za jeho přínos k rusko-italským vztahům a za projev uznání za účast na restaurátorských projektech v Moskvě[28]
- Řád přátelství II. třídy – Kazachstán, 2011 – za plodnou práci na zachování vzájemné harmonie ve společnosti, za služby při posilování míru, přátelství a spolupráce mezi národy
- Řád cti – Jižní Osetie, 29. května 2011 – za velký přínos k rozvoji a posílení přátelských vztahů a spolupráce mezi národy, aktivní charitativní práci a podporu poskytovanou obyvatelům Jižní Osetie[29]